# Zhang Yifan
Zhang Yifan (张一璠; * 22. November 2000) ist eine chinesische Schwimmerin. Sie gewann bei Olympischen Spielen eine Goldmedaille.

## Sportliche Karriere
Zhang Yifan belegte bei den Chinesischen Nationalspielen 2017 den vierten Platz über 200 Meter Schmetterling.
Bei den wegen der COVID-19-Pandemie erst 2021 ausgetragenen Olympischen Spielen in Tokio schwamm die 4-mal-200-Meter-Freistilstaffel mit Tang Muhan, Zhang Yifan, Dong Jie und Li Bingjie die drittschnellste Vorlaufzeit. Im Finale verbesserten Yang Junxuan, Tang Muhan, Zhang Yufei und Li Bingjie den Weltrekord auf 7:40,33 Minuten und siegten vor dem US-Quartett und den Australierinnen, die beide ebenfalls unter dem alten Weltrekord der Australierinnen von 2019 blieben. Wie seit 1984 üblich erhielten alle beteiligten chinesischen Schwimmerinnen eine Goldmedaille. Bei den Nationalspielen 2021 wurde Zhang Yifan wie vier Jahre zuvor Vierte über 200 Meter Schmetterling.
2022 bei den Kurzbahnweltmeisterschaften in Melbourne erreichte Zhang Yifan nur mit der 4-mal-200-Meter-Freistilstaffel das Finale. Zhang Yifan, Cheng Yujie, Wu Qingfeng und Liu Yaxin belegten den sechsten Platz mit 14 Sekunden Rückstand auf die Medaillenplätze.